# モティオン
モティオンまたはモティウム（ギリシア語：Μότυον）は古代シチリアの小都市または砦で、アクラガス（現在のアグリジェント）領にあった。紀元前451年に、シケル人の指導者であるドゥケティオスに包囲され、アクラガスとその同盟軍はドゥケティオスに敗れたため、モティオンも占領された。しかし、翌年にはアクラガスが奪回に成功している。理由は不明であるが、紀元前320年頃にモティオンは放棄された。現在のカルタニッセッタ県サン・カタルドのヴァサラーギ遺跡（en）がモティオンであると推定されている。